# José Cardoso Sobrinho
José Cardoso Sobrinho, född 30 juni 1933 i Caruaru, Pernambuco, Brasilien, är sedan 1985 ärkebiskop av Olinda och Recife i Brasilien.
Han har blivit internationellt känd i samband med att han bannlyste de läkare som utförde en abort på en nioårig flicka som våldtagits av sin styvfar.